# Командир корабля (фильм)
«Команди́р корабля́» — советский художественный фильм 1954 года, снятый на Киевской киностудии режиссёром Владимиром Брауном по роману Л. М. Зайцева и Г. М. Скульского «В далёкой гавани».

## Сюжет
Ветеран войны и новоиспечённый выпускник военно-морской академии — капитан третьего ранга Высотин становится командиром эсминца «Державный», приняв его у своего учителя — капитана второго ранга Золотова, переведённого в штаб. Командование ставит задачу в кратчайшие сроки вывести «Державный» в число передовых кораблей. Высотин также с горечью узнаёт, что его любимая женщина Татьяна вышла замуж за командира гвардейского эсминца «Дерзновенный» Светова.
Высотин приступает к работе. Он решает сделать упор на повышении боеспособности корабля и вовлечении в этот процесс всей команды. При помощи замполита Парамонова он преодолевает трудности, прибегая к неожиданным мерам. Например, он приказывает команде вести корабль через малоизвестный Южный пролив, а корабельному врачу командовать десантом. Светов смеётся над его мерами и считает, что главное – это железное единоначалие командира.
Наступают учения. Неожиданно посредник (Золотов) приказывает командирам и старшим помощникам устраниться от командования (они считаются убитыми), а штурманам вести корабли через Южный пролив. «Державный» с блеском преодолевает испытания, а на «Дерзновенном» Светову приходится перехватить управление. Кроме того, в ходе учений неисправимый матрос Стебелев, переведённый с «Дерзновенного» в команду Высотина, совершает подвиг, устранив на ходу неисправность машины. Светов признаёт победу Высотина.
Оценив успехи Золотова, командующий назначает его на новый крейсер. Золотов забирает часть команды у Высотина. Но тот не падает духом и готов к дальнейшей работе с прибывшим пополнением.

## В ролях
| Актёр                | Роль                                                                      |
| -------------------- | ------------------------------------------------------------------------- |
| Михаил Кузнецов      | капитан III ранга Андрей Константинович Высотин, командир «Державного»    |
| Анатолий Вербицкий   | капитан III ранга Игорь Николаевич Светов, командир «Дерзновенного»       |
| Людмила Соколова     | Татьяна, жена Светова                                                     |
| Борис Смирнов        | капитан II ранга Терентий Иванович Золотов, прежний командир «Державного» |
| Нина Крачковская     | Наташа                                                                    |
| Виктор Добровольский | вице-адмирал Серов                                                        |
| Владимир Балашов     | капитан-лейтенант Николай Николаевич Парамонов                            |
| Всеволод Тягушев     | капитан-лейтенант Ипполит Аркадьевич Кипарисов                            |
| Игорь Горбачев       | лейтенант Валерий Александрович Плакуша, врач «Державного»                |
| Исай Гуров           | штурман Николай Арсеньевич Россинский                                     |
| Евгений Черни        | боцман                                                                    |
| Григорий Гай         | матрос Стебелев, переведëнный с «Дерзновенного» на «Державный»            |
| Андрей Душечкин      | матрос                                                                    |
| Г. Петров            | матрос                                                                    |
| Иван Косых           | матрос                                                                    |
| Евгений Ташков       | матрос                                                                    |
| Лев Силаев           | эпизод                                                                    |
| Борис Безгин         | эпизод                                                                    |
| Евгений Моргунов     | старший механик электро-механической боевой части (БЧ-5) «Державного»     |
| Андрей Сова          | эпизод                                                                    |
| Эсминец «Державный»  | Ловкий, ранее репарационный итальянский ЭМ Artigliere типа Сольдати       |

## Съёмочная группа
- Авторы сценария: Григорий Колтунов, Леонид Зайцев, Григорий Скульский
- Режиссёр-постановщик: Владимир Браун
- Режиссёр: Абрам Народицкий
- Оператор: Виталий Филиппов, Алексей Герасимов
- Звукорежиссёр: Андрей Демиденко
- Композиторы: Вадим Гомоляка, Игорь Шамо
- Текст песен: Борис Палийчук
- Художники: декорации Борис Немечек, костюмы А. Петрова, грим Елена Парфенюк
- Монтажёр: Нехама (Надежда) Ратманская
- Комбинированные съёмки: художник В. Королёв, оператор Н. Илюшин
- Оркестр Министерства культуры УССР, дирижёр Константин Симеонов
- Консультанты: вице-адмирал Виктор Пархоменко, капитан III ранга Василий Виргинский
- Директор: Наум Вайнтроб

## Критика
По мнению Петра Багрова, психологические проблемы героев, ставившиеся в морских картинах Брауна, глубиной не отличались. «Моральный» урок сводился к тому, что на флоте устав превыше всего, что необходима дисциплина и что даже самый отважный и талантливый командир может добиться успеха, только опираясь на личный состав. Так и в фильме «Командир корабля» (1954) жена храброго, но самоуверенного командира в педагогических целях уходила от него к более дисциплинированному товарищу и возвращалась, лишь когда муж понимал свою ошибку. В результате характеры в картинах подобного рода были достаточно примитивными. Браун так создавал «галерею образов»: две-три характерных черты, своеобразная внешность или запоминающаяся речевая характеристика — этого вполне хватало, чтобы персонаж занял свое место в сюжетной схеме (начиная с 1945 года) основным сценаристом Брауна был мастер жанрового кино Григорий Колтунов).